# Андон Дамянов
Андон Дамянов е български духовник и общественик от Македония.

## Биография
Андон Дамянов е роден в кумановското село Кокошине, тогава в Османската империя, днес в Северна Македония. Учи се в град Щип, след което с набавени оттам учебници преподава по български език между 1871 и 1872 година в Малино. Между 1873 и 1881 година преподава на български в родното си Кокошине. По-късно приема свещенически сан в Куманово и участва в църковно-националните борби на българите.